# 國立成功大學博物館
國立成功大學博物館，為隸屬國立成功大學的大學博物館，總館館址位於該校成功校區原臺南高等工業學校本館。成大博物館由博物館總館、校園環境博物館、院所系專業博物館群構成，為臺灣第一座公立大學自籌並納入學校組織章程的博物館。

## 沿由
為發揚優良校史傳統，維護重要典藏品，提供師生研究成果發表暨公眾文教推廣服務，特依國立成功大學組織規程第八條，設置「國立成功大學博物館」。成大博物館為國內首座公立大學博物館，除了以綜合型之專業博物館面向服務成大教職員生，並以擴及一般大眾，積極推展社會教育並以邁向無圍牆大學城之文化園區為目標。
1999年7月7日博物館籌設小組正式成立。籌設推動小組委員成員包括召集人翁前副校長鴻山教授、當年之教務長李建二教授、總務長何東波教授、文學院長涂永清教授、機械系顏鴻森教授、地科系余樹楨教授、生物系麥愛堂教授與建築系徐明福教授。籌設推動顧問包括歷史系蔡茂松教授與當年之台南市文化局長與該校歷史系蕭瓊瑞教授。執行小組委員包括中文系林朝成教授、歷史系陳信雄教授、歷史系丁煌教授、歷史系何培夫副教授、藝研所石光生教授、藝研所高燦榮教授、建築系黃步青副教授與副總務長暨建築系陳長庚教授。
2003年底館址選於原臺南高等工業學校本館。2007年11月11日，成大博物館正式成立，首任館長由機械工程學系顏鴻森教授擔任。

## 展覽
自籌備期間便開始舉辦各項藝文活動，除了「天工四響─伯夷山莊捐贈文物展」、「穿越時空記憶─成大校園古蹟與歷史建築巡禮」、「林徽音紀念展」、「回溯國姓爺的足跡」等展覽外，亦不定期舉辦教育推廣活動，如「臺灣茶品茗會」、「成功大學國定古蹟巡禮」等。

### 首屆特展
有「世代傳動─成大古早手動機械模型展 （页面存档备份，存于）」、「走進蘇雪林教授的書房 （页面存档备份，存于）」、「理性的刻度─成大人二三事 （页面存档备份，存于）」。世代傳動展出建校之初從日本進口的珍貴機構教學模型；蘇雪林教授的書房展出教授日常用品，如著作、書房用具等；理性的刻度以日本時代成大校史資料為展出內容。

## 外部連結
- 國立成功大學博物館官方網站 （页面存档备份，存于）
- 羅望子（國立成功大學博物館Podcast頻道） （页面存档备份，存于）
- 國立成功大學博物館的Facebook專頁
- 國立成功大學博物館的Instagram專頁